# Hans Jonas
Hans Jonas (10 de mayo de 1903 - 5 de febrero de 1993) fue un filósofo alemán, que es principalmente conocido por su influyente obra El principio de responsabilidad (publicada en alemán en 1979, y en inglés en 1984).
El trabajo de este pensador se centra en los problemas éticos y sociales creados por la tecnología. Jonas introduce el «horizonte temporal» en su pensamiento ético e insiste en que la supervivencia humana depende de nuestros esfuerzos para cuidar nuestro planeta y a las generaciones futuras. Inspirado en el imperativo ético de Kant, formuló un nuevo y actualizado principio de conducta o de actuación: «Obra de tal modo que los efectos de tu acción sean compatibles con la permanencia de una vida humana auténtica en la tierra».
Mientras que se ha atribuido a "El imperativo de la responsabilidad" el catalizar el movimiento ambiental en Alemania, su obra "El fenómeno de la vida" (1966) forma el sostén de una escuela de bioética en Estados Unidos. Leon Kass se ha referido al trabajo de Jonas como una de sus principales inspiraciones. Profundamente influenciado por Heidegger, "El fenómeno de la vida" intenta sintetizar la filosofía de la materia con la filosofía de la mente, produciendo un rico entendimiento de la biología, que finalmente busca una naturaleza humana material y moral.
La biología filosófica de Hans Jonas ha intentado ofrecer una concepción unitaria del hombre reconciliada con la ciencia biológica contemporánea. Se fijó en el dualismo como un desgarro cosmológico y existencial. Señala que en los comienzos del mundo moderno ese dualismo es reformulado por Descartes con el lema del “yo pienso”. Husserl en el siglo XX se propone culminar tal empresa, sin darse cuenta de que así ahondaba el dualismo que deja a la Naturaleza abandonada a la categoría de lo inerte, pasivo, inorgánico y desvitalizado. Profundizando con este nihilismo la categorización de esa Naturaleza como objeto de estudio y entregada a la demiurgia tecnológica. Esta omisión husserliana determinó las investigaciones de la madurez de Hans Jonas sobre naturaleza y tecnología. Cree que la esencia del existencialismo es un cierto dualismo; un aislamiento entre mundo y ser humano.
También escribió abundantemente sobre el gnosticismo, por lo que es igualmente conocido, interpretando la religión como un punto de vista existencial filosófico. Jonas fue el primer autor en escribir una historia detallada sobre el antiguo gnosticismo. También fue uno de los primeros autores en relacionarlo con cuestiones éticas en las ciencias naturales. La filosofía de Jonas se vio influenciada por la filosofía de Alfred North Whitehead.

## Biografía

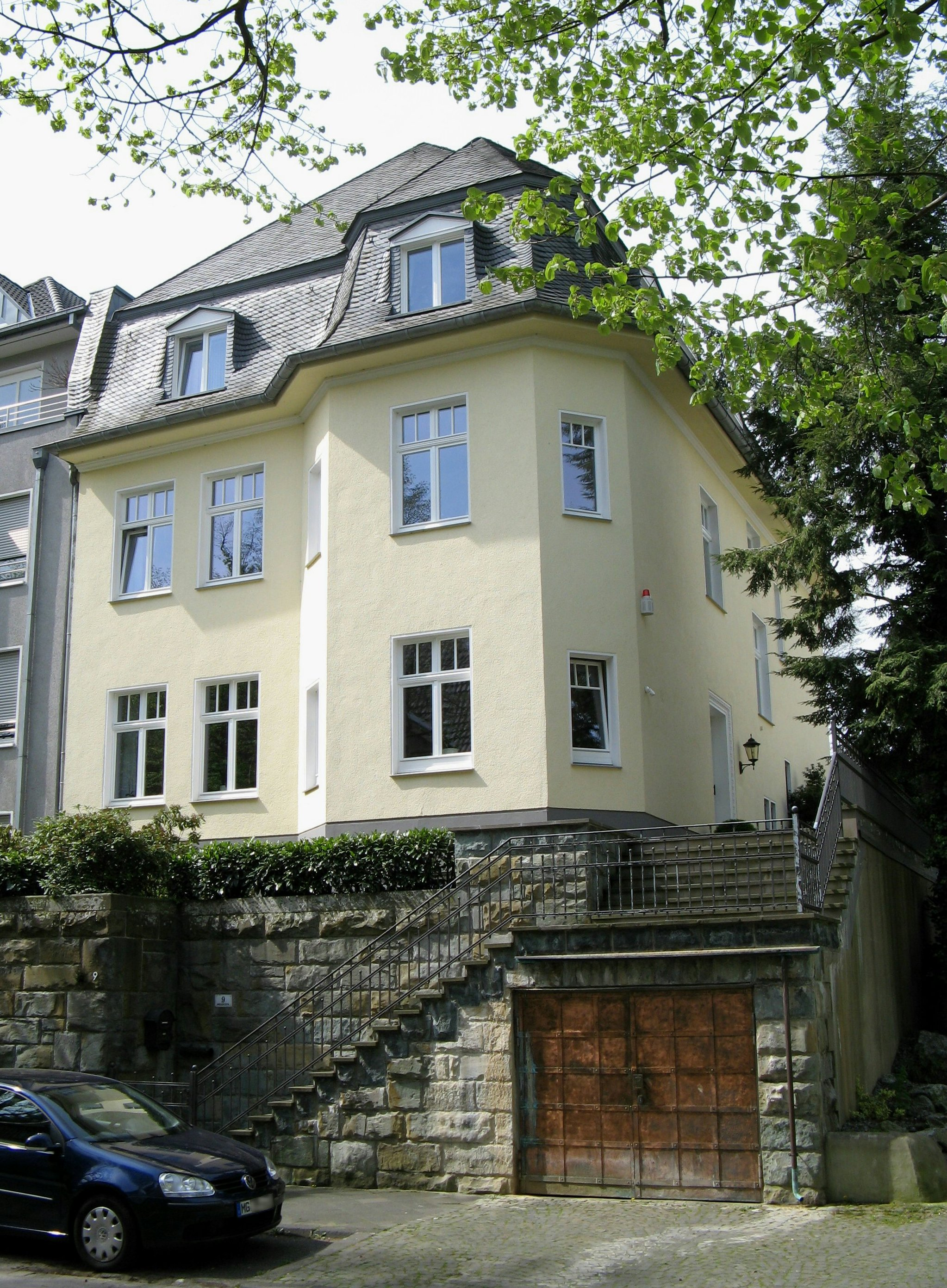
Casa de nacimiento de Hans Jonas en Mönchengladbach.

Jonas nació en Mönchengladbach el 10 de mayo de 1903. Estudió filosofía y teología en Friburgo, Berlín y Heidelberg y finalmente se doctoró en Marburg (con una tesis sobre San Agustín), donde estudió bajo Martin Heidegger y Rudolf Bultmann. Ahí conoció a Hannah Arendt que también se estaba doctorando, comenzando una amistad que duraría el resto de sus vidas.
En 1933, Heidegger se unió al Partido Nazi, algo que Jonas se tomó personalmente en tanto que era de origen judío y sionista. El hecho de que el gran filósofo cometiera tal acto político hizo dudar a Jonas del valor de la filosofía.
Dejó Alemania y marchó a Inglaterra ese mismo año, y desde ahí viajó a Palestina en 1934. Ahí conoció a Lore Weiner, con quien se comprometió. En 1940 regresó a Europa para unirse al Ejército Británico, que había formado una brigada especial para judíos alemanes que querían luchar contra Hitler. Fue enviado a Italia, y hacia el final de la guerra a Alemania. Así cumplió su promesa de volver sólo como un soldado de un ejército victorioso. Durante la guerra escribió numerosas cartas, tanto filosóficas como amorosas a Lore, con quien se casaría en 1943.
Inmediatamente tras la guerra volvió a Mönchengladbach para buscar a su madre, pero descubrió que había sido enviada al campo de concentración de Auschwitz. Sabiendo esto, rechazó la idea de vivir otra vez en Alemania. Volvió a Palestina y tomó parte en la guerra árabe-israelí de 1948. Sin embargo, sintió que su destino no era ser un sionista, sino enseñar filosofía. Jonas dio clases en la Universidad Hebrea de Jerusalén brevemente antes de trasladarse a Norteamérica. En 1950 marchó a Canadá, enseñando en la Universidad de Carleton y desde ahí se trasladó a Nueva York en 1955 donde vivió el resto de sus días. Trabajó para la Nueva Escuela de Investigaciones Sociales entre 1955 y 1976 y murió el 5 de febrero de 1993 con 89 años.

## Filosofía de la vida y de la Naturaleza
Respecto a su visión de la relación del humano con la Naturaleza, plasmada principalmente en El principio de responsabilidad, Jonas resalta el gran cambio operado en la segunda mitad del siglo XX a través de los avances tecnocientíficos y el impacto de la sociedad de masas. Esto ha conducido a una expansión de las ciudades con los problemas ecológicos que ello conlleva; además, la humanidad ve amenazada directamente su existencia (con la aparición de armas nucleares, químicas y biológicas) y su esencia (manipulación artificial de la vida).
Los riesgos asociados a estas tecnociencias se han acentuado por el nihilismo imperante en las sociedades contemporáneas, según Jonas debido a:
- La desaparición de los valores y sentidos tradicionales (religión, metafísica...) que señalaban límites absolutos e infranqueables.
- Como consecuencia de ello, la ciencia moderna ha vaciado el mundo de sentido y cosificado a los seres vivos. Al mismo tiempo, los hombres se convierten en fuente exclusiva de todo valor: la libertad humana de inventar fines y valores parece ilimitada.
- Esta transformación, que se viene dando ya desde el Renacimiento, supone una emancipación ilimitada de la humanidad. La realidad es manipulable casi sin restricciones, dándose un utopismo tecnocientífico.
- El ser humano, además de sujeto y origen de valores, se convierte en blanco y objeto de las tecnociencias. Nada se opone, ya, a experimentaciones arbitrariamente decididas por otros.

Jonas ve el humanismo y sus valores, especialmente en unión con los postulados materialistas, como causantes de este nihilismo. De ahí su respuesta a Ernst Bloch y El principio esperanza (1959), contra los que reacciona por su utopismo y tecnofilia. Jonas cree que el hombre solo no es capaz de salvaguardar la supervivencia de la humanidad; sería preciso hacerlo incluso contra su voluntad (la libertad), de forma absoluta, teológica o metafísica. Se requiere, pues, una fundación absoluta del valor de la humanidad, tal como ha existido siempre, lo que implica una concepción finalista de la Naturaleza. El hombre solo puede ejercer su libertad creadora de forma simbólica, sin interferir con la Naturaleza.
Para relacionarse con el medio natural y el entorno, se propone una heurística del miedo: el temor a destruir la Naturaleza debe llevar a no intervenir sobre ella, garantizando así la existencia y la esencia de la humanidad. Este principio de prudencia llevaría a detener la investigación y desarrollo tecnocientíficos, aunque ha ejercido influencia en los campos de la bioética y la ética ambiental. Además, como Jonas desconfía de la opinión pública y de los consensos democráticos, en su opinión el poder debería estar en manos de un gobierno de sabios guiado por estos principios y capaz de imponer las medidas de salvación. El filósofo —en este caso, el propio Jonas— es, finalmente, quien legitima al poder político.

### Críticas
Se han realizado diversas objeciones a los postulados defendidos por Jonas, como por ejemplo:
- Su fundacionalismo metafísico del valor de la humanidad, destinado a sustentar normas éticas indiscutibles que se han de imponer a todos, es el aspecto menos aceptado de su pensamiento. Se ha señalado que Jonas parece ignorar los abusos y peligros que puede conllevar esta actitud: dogmatismo, fanatismo, censura y supresión de libertades, detención del progreso y de las reformas.
- Su filosofía política se ha visto como autoritaria y no democrática, pues da el poder a una oligarquía o élite que monopolizaría el saber e impondría las reglas a una masa irreflexiva e ineducable.
- La filosofía finalista de la Naturaleza que propone sería premoderna y no concordante con los descubrimientos de las ciencias físicas y biológicas.
- Se critica también su visión limitada del hombre, pues restringe su libertad a un mero ejercicio simbólico, prohibiéndole intervenir sobre la Naturaleza y sobre sí mismo.
- Jonas sostiene un milenarismo, característico de la idiosincrasia de los años 70, que radicaliza los problemas reales, principalmente ecológicos y bioéticos. Para combatirlos, propone una reacción también radical que pasa por un ataque a la modernidad, en lugar de resolver los problemas de manera pragmática, moderada y preservando las conquistas de la modernidad.[4]

## Trabajos
- Hans Jonas: Gnosis und spätantiker Geist (1-2, 1934-1954)
- Hans Jonas: Philosophische Untersuchungen und metaphysische Vermutungen, Frankfurt/M., Insel, 1992
- Hans Jonas: The Phenomenon of Life: Toward a Philosophical Biology (1966)
- Hans Jonas: The Imperative of Responsibility: In Search of Ethics for the Technological Age (1979) ISBN 0-226-40597-4[5][6][7]
- Hans Jonas: The Phenomenon of Life: Toward a Philosophical Biology (Studies in Phenomenology and Existential Philosophy) (1979) ISBN 0-8101-1749-5[8][9][10][11]
- Hans Jonas: The Gnostic Religion: The Message of the Alien God & the Beginnings of Christianity (1979) ISBN 0-8070-5801-7
- Hans Jonas: Technik, Medizin und Ethik - Zur Praxis des Prinzips Verantwortung - Frankfurt a.M. : Suhrkamp, 1985 - ISBN 3-518-38014-1

### Ediciones en español
- Jonas, Hans (2005). Memorias. Editorial Losada. ISBN 978-84-96375-08-6.[12]
- Jonas, Hans (2005). Poder o impotencia de la subjetividad. Ediciones Paidós Ibérica. ISBN 978-84-493-1815-3.
- Jonas, Hans (2003). La religión gnóstica: el mensaje del Dios extraño y los comienzos del cristianismo. Ediciones Siruela. ISBN 978-84-7844-492-2.
- Jonas, Hans (2000). El principio de vida: hacia una biología filosófica. Editorial Trotta. ISBN 978-84-8164-260-5.
- Jonas, Hans (1999). La gnosis y el espíritu de la antigüedad tardía de la mitología a la filosofía mística. Institución Alfonso el Magnánimo (Valencia). ISBN 978-84-7822-296-4.
- Jonas, Hans (1998). Pensar sobre Dios y otros ensayos. Editorial Herder. ISBN 978-84-254-2055-9.
- Jonas, Hans (1997). Técnica, medicina y ética: sobre la práctica del principio de responsabilidad. Ediciones Paidós Ibérica. ISBN 978-84-493-0341-8.
- Jonas, Hans (1995). El principio de responsabilidad: ensayo de una ética para la civilización tecnológica. Editorial Herder. ISBN 978-84-254-1901-0.
- Jonas, Hans (1994). El principio de responsabilidad. Círculo de Lectores. ISBN 978-84-226-4993-9.

### En español
- Wolin, Richard (2003). Los hijos de Heidegger: Hannah Arendt, Karl Löwith, Hans Jonas y Herbert Marcuse. Ediciones Cátedra. ISBN 978-84-376-2051-0.
- Arcas Díaz, Pablo (2007). Hans Jonas y el principio de responsabilidad: del optimismo científico-técnico a la prudencia responsable. Editorial Universidad de Granada. ISBN 978-84-338-4486-6.